# Ladismith
Ladismith ist eine Stadt in der Lokalgemeinde Kannaland, im Distrikt Garden Route der südafrikanischen Provinz Westkap. 

## Geografie
Die Stadt liegt etwa 300 Kilometer östlich von Kapstadt an der Route 62 zwischen Barrydale und Calitzdorp. Benachbarte Städte sind Calitzdorp (35 Kilometer entfernt) und in südliche Richtung liegt Riversdale (82 Kilometer).

## Geschichte
Die Stadt wurde 1852 gegründet und erhielt ihren Namen nach Lady Juana Smith, die Frau des damaligen Gouverneurs der Kapkolonie, Sir Harry Smith. Der ursprüngliche Name „Lady Smith“ wurde 1879 zu „Ladismith“ geändert, um Verwechslungen mit der gleichnamigen Stadt (gegründet 1850) in der damaligen Kolonie Natal (heute KwaZulu-Natal) zu vermeiden.
Als Nationaldenkmal ausgewiesen sind unter anderem:
- Pentacostal Protestant Church
- The Old Cottage
- No 26 Oakdene (Church Street)
- Lutheran Complex
- Albert Manor House
- Geburtshaus des Schriftstellers C. J. Langenhoven

## Sehenswürdigkeiten
- Seweweekspoort
- Südafrikas größte Lavendelfarm
- Towerkop Naturschutzgebiet